# Vilan
Der Vilan, ein 2376 Meter hoher Berg am Eingang des Prättigaus oberhalb von Seewis im Schweizer Kanton Graubünden.
Der Vilan ist im Winter als Skitour über Seewis erreichbar (Busverbindung von Landquart bzw. Grüsch), im Sommer als Bergwanderung der Stufe T3 auch über das Älpli westlich des Gipfels. Von Malans bis zum Älpli besteht eine Luftseilbahn, die Älplibahn.
Der Vilan ist dem Rätikon vorgelagert und bietet eine gute Sicht auf das Rheintal, die Churfirsten, den Piz Bernina, den Piz Kesch, den Piz Linard und den Ringelspitz.

## Galerie

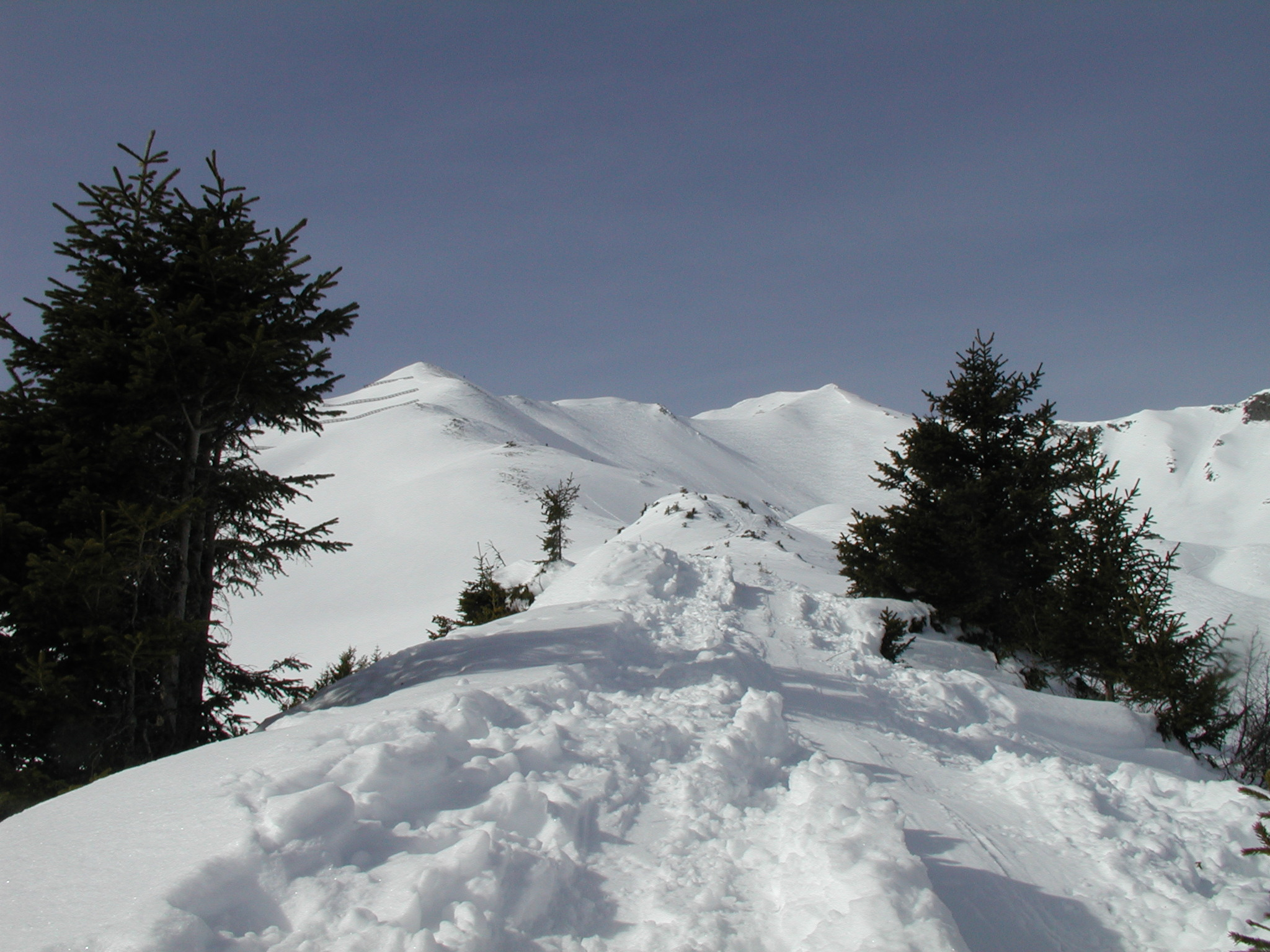
Aufstieg zum Vilan über den Ostgrat
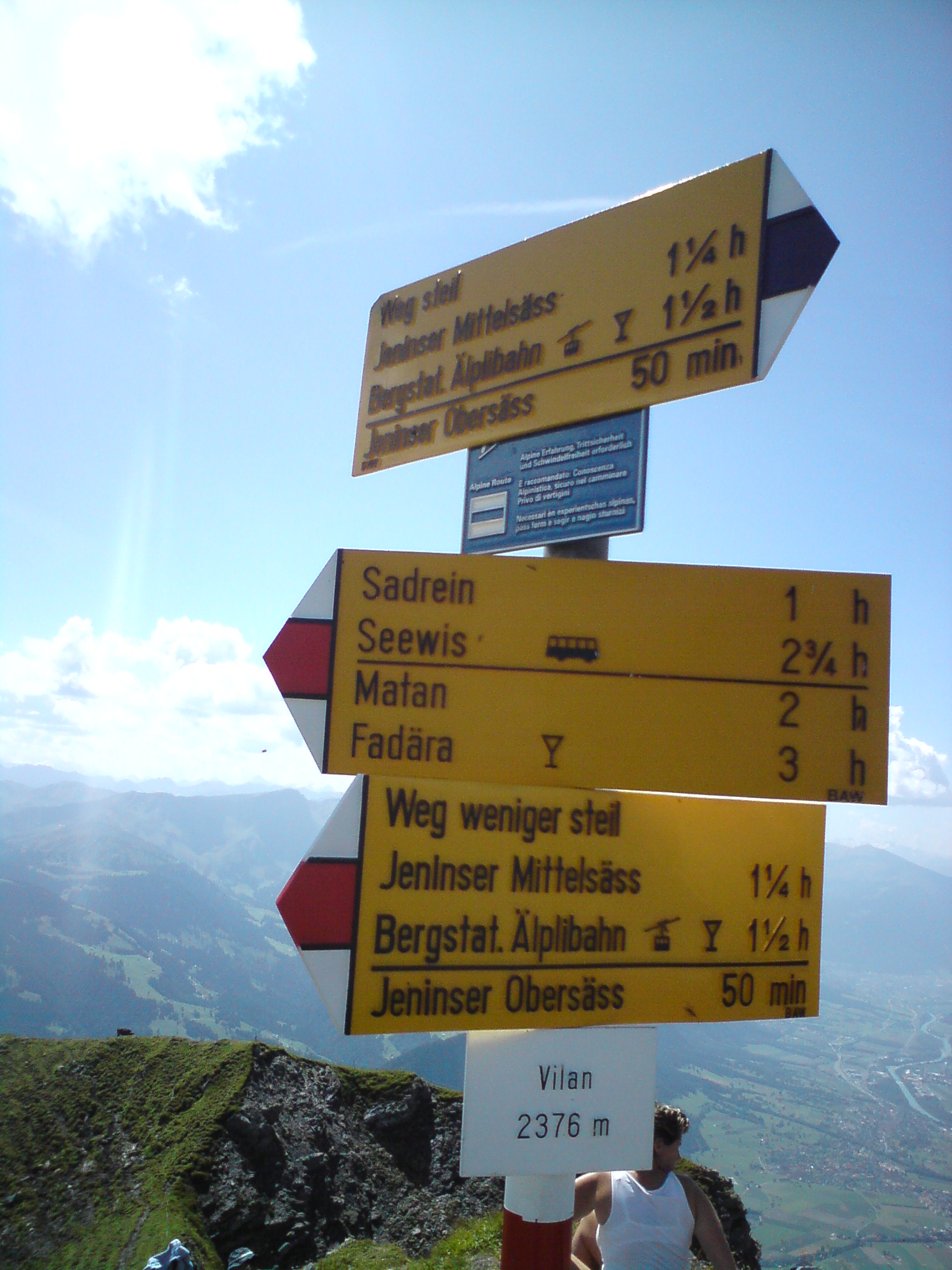
Wegweiser auf dem Vilan

## Quelle
- Manfred Hunziker: Ringelspitz/Arosa/Rätikon, Alpine Touren/Bündner Alpen, Verlag des SAC 2010, ISBN 978-3-85902-313-0, S. 469.